# 小查佛·葛雷洛
小查佛·葛雷洛（1970年10月20日—），本名薩爾瓦多·葛雷洛四世（英語：Salvador Guerrero IV），是第三代墨西哥裔美國人，以及著名摔角家族葛雷洛家族的職業摔角選手。小查佛·葛雷洛最知名的時期是待在世界摔角娛樂、永不停止摔角及世界冠軍摔角。

## 冠軍及成就

### 職業摔角畫報
- PWI 500-第17名（2004年）[9]

### 世界冠軍摔角
- WCW中重量級冠軍（兩次）[10]
- WCW世界雙打冠軍（一次）[11]

### 世界摔角娛樂
- ECW冠軍（一次）[12]
- WWE中重量級冠軍（四次）[10]
- WWE雙打冠軍（兩次；與艾迪·葛雷洛）[13]

### 摔角觀察通訊獎（英语：List of Wrestling Observer Newsletter awards）
- 年度最佳雙打（2002年；與艾迪·葛雷洛）[14]
- 年度最爛宿敵（2009年；與小精靈）[14]